# اوون بک (بازیکن فوتبال)
اوون مایکل بک (به انگلیسی: Owen Michael Beck) (زاده ۹ اوت ۲۰۰۲) یک بازیکن فوتبال حرفه‌ای اهل ولز است که به صورت قرضی از باشگاه لیگ برتری لیورپول برای باشگاه بلکبرن روورز در سطح لیگ چمپیونشیپ به عنوان مدافع چپ بازی می‌کند. او بازیکن تیم ملی زیر ۲۱ سال ولز است.

## عملکرد باشگاهی

### اوایل فعالیت
بک ابتدا به عنوان مهاجم برای تیم‌های پایه باشگاه زادگاهش، فلینت تاون یونایتد، بازی می‌کرد. در سن ۱۰ سالگی، جایزه بازیکن سال فوتبال فلینتشر را از دستان ایان راش دریافت کرد. سپس به تیم جوانان ترانمره راورز پیوست و پس از آن به استوک سیتی رفت و در پست مدافع کناری بازی کرد.
او سپس به عنوان بازیکن زیر ۱۳ سال از استوک به آکادمی لیورپول پیوست. او در فصل ۲۰–۲۰۱۹ به تیم زیر ۱۸ سال راه یافت و همچنین عضوی از تیم زیر ۱۹ سال باشگاه برای حضور در لیگ جوانان یوفا بود. او در فصل ۲۱–۲۰۲۰ به تیم زیر ۲۳ سال راه یافت و بازیکن ثابت تیم شد.

### لیورپول
در ژوئن ۲۰۲۰، بک اولین قرارداد حرفه‌ای خود را با لیورپول امضا کرد، در نوامبر ۲۰۲۰ شرایط قراردادش را بهبود بخشید و در ژوئیه ۲۰۲۱ قرارداد بلندمدت جدیدی با باشگاه امضا کرد.
او در رقابت‌های پیش‌فصل ۲۲–۲۰۲۱ دو بازی برای تیم اصلی انجام داد و در بازی‌های دوستانه مقابل اتلتیک بیلبائو و اوساسونا حضور داشت. در ۲۷ اکتبر ۲۰۲۱، او اولین بازی رسمی خود را برای تیم اصلی در یک بازی از مسابقات جام اتحادیه مقابل پرستون نورث اند انجام داد.

#### انتقال  قرضی به فامالیکاو و بولتون: ۲۳–۲۰۲۲
در ۱۱ ژوئیه ۲۰۲۲ و برای فصل ۲۳–۲۰۲۲، بک به طور قرضی به باشگاه فامالیکاو در لیگ برتر پرتغال پیوست. او که فرصتی برای بازی به دست نیاورده بود، در ۳۱ اوت به لیورپول فراخوانده شد و به جای آن به صورت قرضی به بولتون واندررز فرستاده شد. بهترین دوستش، کانر بردلی، نیز به صورت قرضی در بولتون حاضر بود. در نوامبر ۲۰۲۲، بک اولین بای  خود را برای بولتون در لیگ انجام داد و به عنوان بازیکن تعویضی در تساوی بدون گل مقابل کمبریج یونایتد به میدان رفت. در ۲۶ ژانویه ۲۰۲۳، این قرارداد قرضی با توافق دو طرف فسخ شد.

#### انتقال  قرضی به داندی: ۲۴–۲۰۲۳
در ۳ ژوئیه ۲۰۲۳، بک با قراردادی قرضی به مدت یک فصل به باشگاه داندی در لیگ برتر اسکاتلند پیوست. او اولین بازی رسمی خود را در پیروزی ۱–۰ خارج از خانه مقابل بانی‌ریگ رز در مرحله گروهی جام اتحادیه اسکاتلند انجام داد. در اوایل فصل، بک تأثیرگذاری خود را نشان داد و در یک بازی خانگی مقابل کیلمارنوک که با تساوی پایان یافت، جایزه بهترین بازیکن زمین را از سوی باشگاهش دریافت کرد. در یک بازی از رقابت‌های لیگ مقابل هیبرنین، بک اولین گل خود را برای داندی به ثمر رساند که اولین گل حرفه‌ای‌اش نیز بود.
پس از درخشش و تبدیل شدن به بازیکن محبوب هواداران در دنس پارک، لیورپول بند فسخ قرارداد قرضی بک با داندی را به دلیل بحران مصدومیت بازیکنانش در پست دفاع چپ فعال کرد. در ۲۱ ژانویه، بک اولین بازی خود در لیگ برتر را با لیورپول به عنوان بازیکن تعویضی در پیروزی خارج از خانه مقابل بورنموث انجام داد و به دلیل بازی در حداکثر تعداد دو باشگاه در یک فصل، امکان انتقالش به یک باشگاه سوم در این فصل منتفی شد.
در ۳۰ ژانویه، بک به صورت قرضی تا پایان فصل به داندی پیوست. او همان روز برای تیمش به میدان رفت و و با پاس گل خود تنها گل داندی را در تساوی خارج از خانه مقابل آبردین، رقم زد. در اواسط ماه مارس، بک برای درمان مصدومیت‌های مداوم کشاله ران که او را تا پایان فصل از مسابقات دور نگه می‌داشت، به لیورپول بازگشت. در آوریل ۲۰۲۴، بک در فهرست تیم منتخب سال اسکاتلند از نگاه انجمن فوتبالیست‌های حرفه‌ای قرار گرفت.

#### انتقال  قرضی به بلکبرن روورز: ۲۵–۲۰۲۴
در ۲۷ اوت ۲۰۲۴، بک با قراردادی قرضی به مدت یک فصل به باشگاه بلکبرن روورز در دسته چمپیونشیپ پیوست. در هماورد شرق لانکاشر مقابل برنلی میزبان که با تساوی ۱–۱ پایان یافت، بک اولین بازی خود را در لیگ برای بلکبرن انجام داد.
در ۲۲ سپتامبر ۲۰۲۴ و در جریان بازی مقابل پرستون نورث اند، بک به دلیل اعتراضش، کارت قرمز دریافت کرد. بک اصرار داشت که میلوتین اوسماجیچ، بازیکن حریف، گردنش را گاز گرفته است و تصاویر پس از بازی نیز ادعایش را تأیید می‌کردند. در ۱۴ دسامبر و در یک بازی خانگی مقابل لوتون تاون که پیروزی ۲–۰ را برای روورز به همراه داشت، بک اولین گل خود را برای این باشگاه به ثمر رساند که اولین گل او در لیگ‌های فوتبال انگلیس بود.

## عملکرد ملی
بک در دوران مدرسه برای ولز بازی می‌کرد.
در اکتبر ۲۰۱۸، او برای تیم زیر ۱۷ سال ولز به میدان رفت و ۷۲ دقیقه مقابل قزاقستان در یک بازی از رقابت‌های مقدماتی قهرمانی زیر ۱۷ سال اروپا بازی کرد.
در مارس ۲۰۲۱، او برای یک بازی دوستانه مقابل جمهوری ایرلند به تیم زیر ۲۱ سال ولز دعوت شد، اما فرصت حضور در میدان را نیافت.
در ماه اوت، او دوباره به تیم فراخوانده شد. در ۷ سپتامبر و در یک بازی از رقابت‌های مقدماتی یورو ۲۰۲۳ مقابل بلغارستان که با پیروزی ۴–۰ برای ولز پایان یافت، بک به عنوان بازیکن تعویضی در دقیقه ۷۹ فرصت بازی پیدا کرد که اولین بازی برای تیمش بود. در ۱۲ نوامبر ۲۰۲۱ و در پیروزی ۷–۰ مقابل جبل‌الطارق، او اولین گل بازی را به ثمر رساند که همچنین اولین گل او برای تیم زیر ۲۱ سال ولز بود.
در اکتبر ۲۰۲۳، بک برای اولین بار به تیم ملی بزرگسالان ولز دعوت شد. او همچنین روز بعد به تیم زیر ۲۱ سال ولز فراخوانده شد. با ابن توضیح که بک برای بازی مقابل جبل‌الطارق به تیم بزرگسالان ملحق خواهد شد و سپس در ادامه تقویم مسابقات بین‌المللی فیفا به تیم زیر ۲۱ سال خواهد پیوست.

## زندگی شخصی
والدین بک، شان بک و سارا جیمز نام دارند. او یک برادر بزرگتر به نام لئون و یک برادر کوچکتر به نام تئو دارد. بک برادرزاده‌ی بزرگ مهاجم سابق لیورپول، ایان راش، است که خواهرش کارول، مادربزرگ بک است.

## آمار عملکرد
تا تاریخ ۴ فوریه ۲۰۲۵

۲۱–۲۰۲۰
| باشگاه              | فصل          | لیگ                    | لیگ      | لیگ    | جام کشوری | جام کشوری | جام لیگ  | جام لیگ | سایر     | سایر   | مجموع    | مجموع  |
| باشگاه              | فصل          | دسته                   | بازی(ها) | گل(ها) | بازی(ها)  | گل(ها)    | بازی(ها) | گل(ها)  | بازی(ها) | گل(ها) | بازی(ها) | گل(ها) |
| ------------------- | ------------ | ---------------------- | -------- | ------ | --------- | --------- | -------- | ------- | -------- | ------ | -------- | ------ |
| لیورپول زیر ۲۱ سال  | ۲۰–۲۰۱۹      | —                      | —        | —      | —         | —         | —        | —       | ۱        | ۰      | ۱        | ۰      |
| لیورپول زیر ۲۱ سال  | —            | —                      | —        | —      | —         | —         | —        | ۳       | ۰        | ۳      | ۰        |        |
| لیورپول زیر ۲۱ سال  | مجموع        | مجموع                  | ۰        | ۰      | ۰         | ۰         | ۰        | ۰       | ۴        | ۰      | ۴        | ۰      |
| لیورپول             | ۲۲–۲۰۲۱      | لیگ برتر               | ۰        | ۰      | ۰         | ۰         | ۲        | ۰       | ۰        | ۰      | ۲        | ۰      |
| لیورپول             | ۲۳–۲۰۲۲      | لیگ برتر               | ۰        | ۰      | ۰         | ۰         | ۰        | ۰       | ۰        | ۰      | ۰        | ۰      |
| لیورپول             | ۲۴–۲۰۲۳      | لیگ برتر               | ۱        | ۰      | ۰         | ۰         | ۰        | ۰       | ۰        | ۰      | ۱        | ۰      |
| لیورپول             | مجموع        | مجموع                  | ۱        | ۰      | ۰         | ۰         | ۲        | ۰       | ۰        | ۰      | ۳        | ۰      |
| فامالیکاو (قرضی)    | ۲۳–۲۰۲۲      | لیگ برتر فوتبال پرتغال | ۰        | ۰      | ۰         | ۰         | ۰        | ۰       | —        | —      | ۰        | ۰      |
| بولتون (قرضی)       | ۲۰۲۲–۲۳      | لیگ یک فوتبال انگلستان | ۵        | ۰      | ۱         | ۰         | ۰        | ۰       | ۳        | ۰      | ۹        | ۰      |
| داندی (قرضی)        | ۲۴–۲۰۲۳      | پرمیرشیپ اسکاتلند      | ۲۵       | ۲      | ۰         | ۰         | ۳        | ۰       | ۰        | ۰      | ۲۸       | ۲      |
| بلکبرن روورز (قرضی) | ۲۵–۲۰۲۴      | چمپیونشیپ              | ۲۳       | ۱      | ۱         | ۰         | ۰        | ۰       | ۰        | ۰      | ۲۴       | ۱      |
| مجموع عملکرد        | مجموع عملکرد | مجموع عملکرد           | ۵۴       | ۳      | ۲         | ۰         | ۵        | ۰       | ۷        | ۰      | ۶۸       | ۳      |

1. 1 2 3  بازی(ها) در جام اتحادیه لیگ فوتبال انگلستان

## افتخارات
آکادمی لیورپول
- جام فوتبال منطقه لانکاشر: ۲۲–۲۰۲۱[۵۱]

فردی
- تیم منتخب سال اسکاتلند از نگاه انجمن فوتبالیست‌های حرفه‌ای: ۲۴–۲۰۲۳[۳۱]